# Dennenharsviltkelkje
Het dennenharsviltkelkje (Lachnellula calycina) is een schimmel behorend tot de familie Lachnaceae. Hij leeft saprotroof op stammen van de Den (Pinus).

## Verspreiding
In Nederland komt het vrij zeldzaam voor.